# Francesco Carnelutti
Pour les articles homonymes, voir Carnelutti.
Ne doit pas être confondu avec Francesco Carnelutti (1879-1965).
Francesco Carnelutti né à Avene (Venise) le 8 avril 1936, et mort dans la même ville le 26 novembre 2015, est un acteur et doubleur italien.

## Biographie
Francesco Carnelutti débute en 1969 dans le film La Religieuse de Monza puis apparaît aux côtés de Monica Vitti dans le La Pacifista (1970) et dans Mimì Bluette... fiore del mio giardino (1976).
En 2006 il joue le rôle d'un préfet dans le film Da Vinci Code (2006) avec Tom Hanks et Jean Reno.
Francesco Carnelutti a assuré le doublage en italien d'acteurs comme Christopher Walken, Marlon Brando, Donald Sutherland et Anthony Hopkins.
Il est le père de l'actrice Valentina Carnelutti.

## Filmographie partielle
- 1969 : La Religieuse de Monza
- 1970 : La Pacifista
- 1973 : Lungo il fiume e sull'acqua
- 1975 : Irene, Irene
- 1976 : Il maestro di violino
- 1977 :
  - Per questa notte
  - Mimì Bluette... fiore del mio giardino
  - Goodbye & Amen
- 1979 :
  - La promessa
  - Concorde Affaire '79
- 1980 : Stark System
- 1981 : Priest of Love
- 1982 : Il quartetto Basileus
- 1983 :
  - Domani si balla!
  - La Pourpre et le Noir
  - Venti di guerra
- 1985 : The Assisi Underground
- 1986 : Il caso Moro
- 1987 :
  - Le Ventre de l'architecte
  - L'Enquête
- 1988 : Donna d'ombra
- 1991 :
  - Ma non per sempre
  - L'amore necessario
- 1992 : Die Sonne über dem Dschungel
- 1993 : Carillon (film)
- 1994 : Abraham - Film TV
- 1995 :
  - Slave of Dreams
  - L'estate di Bobby Charlton
- 1999 :I giudici - Excellent Cadavers
- 2002 :
  - L'amore imperfetto
  - Ilaria Alpi - Il più crudele dei giorni
- 2003 :
  - The Order
  - Il Papa buono - Film TV
  - Mère Teresa - Film TV
- 2006 : Da Vinci Code
- 2007 : Il nascondiglio de Pupi Avati
- 2008 : Imago mortis
- 2014 : Spring

## Doublage
- Christopher Walken dans Kangaroo Jack - Prendi i soldi e salta, Dietro l'angolo, Man of the Year
- Anthony Hopkins dans Charlot, August
- Richard Dreyfuss dans Le Président et Miss Wade
- Rutger Hauer dans La Légende du saint buveur
- Charles Dance dans Kalkstein-La valle di pietra
- Marlon Brando dans Don Juan DeMarco
- Michael Lonsdale dans Le Village de carton
- Jack Lemmon dans Hamlet
- Donald Sutherland dans Lost Angels
- Donal McCann dans Gens de Dublin
- Nigel Terry dans Blue
- Om Puri dans Code 46
- Jean-Louis Trintignant dans La Terrasse
- Daniel Olbrychski dans Decalogue 3
- Piotr Machalica dans Decalogue 9
- Vadim Glowna dans L'Insaisissable
- Ian McShane dans Jésus de Nazareth (mini-série)
- Frank Finlay dans Charlemagne, le prince à cheval  (mini-série)
- Chakashi dans Les Énigmes de l'Atlantide